# گرانت بیسی
گرانت بیسی (انگلیسی: Grant Basey؛ زادهٔ ۳۰ نوامبر ۱۹۸۸) بازیکن فوتبال اهل بریتانیا است.
از باشگاه‌هایی که در آن بازی کرده‌است می‌توان به باشگاه فوتبال چارلتون اتلتیک، باشگاه فوتبال پیتربورو یونایتد، باشگاه فوتبال ابسفلیت یونایتد، باشگاه فوتبال وی‌سی‌دی اتلتیک، باشگاه فوتبال برنتفورد، باشگاه فوتبال بارنت، باشگاه فوتبال کرای واندررز، و باشگاه فوتبال وایکام واندررز اشاره کرد.
وی همچنین در تیم‌های ملی فوتبال Wales national under-17 football team, Wales national under-19 football team، و زیر ۲۱ سال ولز بازی کرده‌است.